# Moataz Zemzemi
Moataz Zemzemi (arabisch معتز الزمزمي, DMG Muʿtazz az-Zamzamī; * 7. August 1999 in Tunis) ist ein tunesischer Fußballspieler. Er agiert im linken Mittelfeld.

## Karriere

### Verein
Im Jahr 2008 wurde er von seinem Jugendverein Club Africain Tunis aufgenommen. 7 Jahre später stieg er in den Profibereich auf. 2017 wurde Zemzemi mit dem Klub Tunesischer Pokalsieger.
Im Februar 2018 wechselte er zum französischen Erstligisten Racing Straßburg. Hier spielt er hauptsächlich in der Reservemannschaft. Doch am 16. August 2018 kam Zemzemi im Heimspiel gegen die AS Saint-Étienne (1:1) zu seinem ersten Ligue 1-Spiel, als er in der 89. Minute eingewechselt wurde.
Am 13. Januar 2020 wechselte Zemzemi auf Leihbasis zurück zu seinem ehemaligen Club Club Africain Tunis.
Am 14. August 2018 wechselte Zemzemi erneut auf Leihbasis zum französischen Drittligisten US Avranches.
In der Sommerpause 2021 wechselte Zemzemi zum französischen Zweitligisten Chamois Niortais und unterschrieb einen Dreijahresvertrag.

### Nationalmannschaft
Am 7. Juni 2019 debütierte er in der Startelf Tunesiens beim Sieg gegen den Irak.

## Erfolge
- Tunesischer Pokalsieger: 2017
- Französischer Ligapokalsieger: 2019